# German II (patriarcha Konstantynopola)
German II, gr. Γερμανός Β΄ Ναύπλιος (zm. w czerwcu 1240) – ekumeniczny patriarcha Konstantynopola rezydujący w Nicei w latach 1223–1240.

## Życiorys
Patriarchą został 4 stycznia 1223. Szybko stał się cennym sojusznikiem cesarza Jana III Dukasa Watatzesa. Zdołał uzyskać zwierzchnictwo nad kościołem w Epirze. Z powodów politycznych uznał patriarchat w Bułgarii (1235).